# Friedrich Wilhelm Hachenberg
Friedrich Wilhelm Hachenberg (* 12. November 1884 in Puderbach; † 16. Oktober 1960 ebenda) war ein deutscher Politiker (CDU).

## Leben und Beruf
Nach dem Besuch der Volksschule arbeitete er im elterlichen landwirtschaftlichen Betrieb. Nach der Lehrzeit als Verwaltungsanwärter bei verschiedenen Kommunalbehörden, zuletzt bei der Stadtverwaltung Neuwied, erfolgte 1905 der Eintritt in die Fürstliche Wiedische Verwaltung. Dort war er von 1927 bis 1955 als Domänendirektor tätig.
Sein Sohn ist der 1915 geborene Forstmann Friedrich Hachenberg.

## Partei
Friedrich Wilhelm Hachenberg war vor 1933 Mitglied der Deutschen Volkspartei (DVP) und im Christlich-Sozialen Volksdienst. Seit 1933 war er Mitglied im Stahlhelm und seit 1934 SA-Reserve (vom Stahlhelm überführt). Zum 1. Mai 1933 trat er der NSDAP bei (Mitgliedsnummer 3.500.791). Nach dem Krieg war er ab 1946 Mitglied der CDP (später CDU) und von 1950 bis 1955 Vorsitzender des CDU-Ortsverbands Neuwied, anschließend Ehrenvorsitzender und stellvertretender Vorsitzender des CDU-Kreisverbands Neuwied.

## Abgeordneter
Hachenberg gehörte dem rheinland-pfälzischen Landtag in drei Wahlperioden (2.–4. WP) vom 18. Mai 1951 bis zu seinem Tod am 16. Oktober 1960 an. In der 2. Wahlperiode war er Mitglied im Agrarpolitischen Ausschuss, im Hauptausschuss und im Weinbau- und Weinwirtschaftsausschuss. In der 3. Wahlperiode war er Mitglied im Hauptausschuss und im Zwischenausschuss. In der 4. Wahlperiode war er wieder Mitglied im Agrarpolitischen Ausschuss und im Hauptausschuss.

## Kommunale Tätigkeiten
Hachenberg war Mitglied des Kreistags Neuwied.

## Sonstiges Engagement
Er war seit 1925 Mitglied im Landwirtschaftlichen Verein für Rheinpreußen, seit 1927 Leiter der Abteilung Fischzucht und Gewässerpflege und seit 1933 Mitglied der Bekennenden Kirche. Er war Presbyter, Mitglied der Kreissynode und Vorsitzender des Kreissynodalrechnungsausschusses. Nach dem Krieg war Hachenberg 1948 Mitbegründer und 1949 Vorsitzender des Arbeitgeberverbands Landwirtschaft, Weinbau und Forsten für Rheinland-Pfalz und ab 1958 Landesvorsitzender der Arbeitsgemeinschaft der Landes- und Sportfischereiverhände Rheinland-Pfalz.